# Thésée (ópera)
Thésée (título original en francés; en español, Teseo) es una tragedia lírica en un prólogo y cinco actos con música de Jean-Baptiste Lully y libreto en francés de Philippe Quinault, basado en Las metamorfosis de Ovidio. Se estrenó en la corte de Saint Germain-en-Laye, el 11 de enero de 1675.
Hay que remarcar los efectos brillantes de los coros y de la orquesta, especialmente en la evocación de la batalla del Acto I. El papel de Medea presenta numerosas arias expresivas en forma de monólogo. Teseo formó parte del repertorio de la Ópera de París desde el año 1675 hasta 1767. La partitura de Lully fue modernizada sustancialmente por los editores de producciones posteriores a 1754. 
Esta ópera rara vez se representa en la actualidad; en las estadísticas de Operabase aparece con solo 2 representaciones para el período 2005-2010.
El libreto se adaptaría más tarde para la ópera homónima compuesta por Händel.